# Gabun
Gabun [ɡaˈbuːn] (französisch Gabon) ist ein Staat in Zentralafrika. Im Norden grenzt er an Kamerun und Äquatorialguinea sowie im Süden und Osten an die Republik Kongo. Seine Westküste liegt am Golf von Guinea. Durch das Land verläuft der Äquator. In dem zu großen Teilen von Regenwald bedeckten Land herrscht ein tropisches Klima. Die Hauptstadt des rund zwei Millionen Einwohner zählenden Landes ist Libreville. Neben verschiedenen Bantu-Sprachen sprechen die meisten Einwohner der ehemaligen französischen Kolonie Französisch. Die Öleinnahmen des Landes finanzieren einen großen Teil des Staatsbudgets. Seit 1967 wurde das Land von der Familie Bongo regiert und gilt vielen internationalen Beobachtern als Diktatur. Nach 42 Jahren übernahm Ali-Ben Bongo Ondimba 2009 nach einer umstrittenen Wahl die Präsidentschaft von seinem Vater Omar Bongo. Am 29. August 2023 wurde Bongo nach den Präsidentschaftswahlen, die am 26. August stattgefunden hatten, neuerlich zum Sieger erklärt. Kurz darauf erklärte eine Gruppe hochrangiger Offiziere, sie habe die Macht im Land übernommen und die Regierung von Präsident Bongo sei gestürzt. Brice Clotaire Oligui Nguema, Kommandeur der gabunischen Republikanischen Garde, wurde zum Interim-Präsidenten ausgerufen.
Seit 2022 ist Gabun Mitglied des Commonwealth of Nations.

## Geographie

Topographische Übersichtskarte Gabuns

Gabun liegt an der westlichen Atlantikküste Zentralafrikas, von wo aus es sich in östliche Richtung bis kurz vor das Kongobecken erstreckt. Die Küstenlänge beträgt 885 km. Das westliche Küstentiefland steigt nach etwa 200 Kilometern stufenförmig bis zur Niederguineaschwelle im Osten an. Der höchste Berg Gabuns ist bisher nicht festgelegt. Es existieren verschiedene (fehlerhafte) Angaben, die bis zu 500 Höhenmeter voneinander abweichen. Die höchsten Erhebungen im Nordosten und Süden reichen bis knapp über 1000 m ü. d. M. Mehr als 70 Prozent der Landfläche sind von tropischem Regenwald bedeckt. Die Landesfläche von Gabun beträgt ungefähr Dreiviertel der von Deutschland.
In einigen Regionen Gabuns findet sich sehr altes Gestein, das bis auf das Proterozoikum (rund 2 Milliarden Jahre vor heute) datiert werden kann. In den entsprechenden Formationen wurden unter anderem Gabonionta, mögliche frühe Formen mehrzelligen Lebens, und insgesamt 17 natürliche Kernreaktoren gefunden, deren bekanntester der Naturreaktor Oklo ist.

### Hydrologie
Der größte Teil des Küstenstaats entwässert über den Ogooué (ca. 1200 km), in den Golf von Guinea. Etwa ¾ des Landes werden durch sein Einzugsgebiet entwässert. Dabei beschreibt die Einzugsgebietsgrenze zum Kongo ein großes Stück der Ostgrenze des Landes. Sein größter Nebenfluss ist der Ivindo, dessen Einzugsgebiet sich bis nach Kamerun und in die Republik Kongo erstreckt. Teile des Nordens und nördliche Westen fließt über den Ntem, den Muni und zahlreiche Küstenflüsse ab. Der südliche Westen entwässert ebenfalls über Küstenflüsse und den Nyanga.

### Flora und Fauna
In der Region Gabuns ist eine hohe biologische Vielfalt zu finden. Nach Schätzungen leben 64.000 Elefanten, 25.000 Gorillas und 35.000 Schimpansen in Gabun. 680 Vogelarten wurden nachgewiesen sowie 320 Arten von Orchideen. Seltene und teilweise endemische Arten sind Flachlandgorillas, Mandrille, Waldelefanten, Bongo-Antilopen und Buntkopf-Felshüpfer.
Die Landschaften Gabuns reichen von Savanne und Küste bis zu dichtem tropischem Regenwald. Natürlicherweise dominieren dichte Regenwälder. Vor allem im Bereich des Batéké-Plateaus findet man auch Feuchtsavannen. 2002 wies die Regierung rund 10 % der Landfläche als Nationalparks aus, was weltweit zu den höchsten Flächenanteilen gehört. Die 13 Nationalparks werden von der National Agency for National Parks verwaltet und betreut. Touristisch am bekanntesten sind das Schutzgebiet Lopé-Okanda, aber auch der Ivindo Nationalpark oder der Loango-Nationalpark.

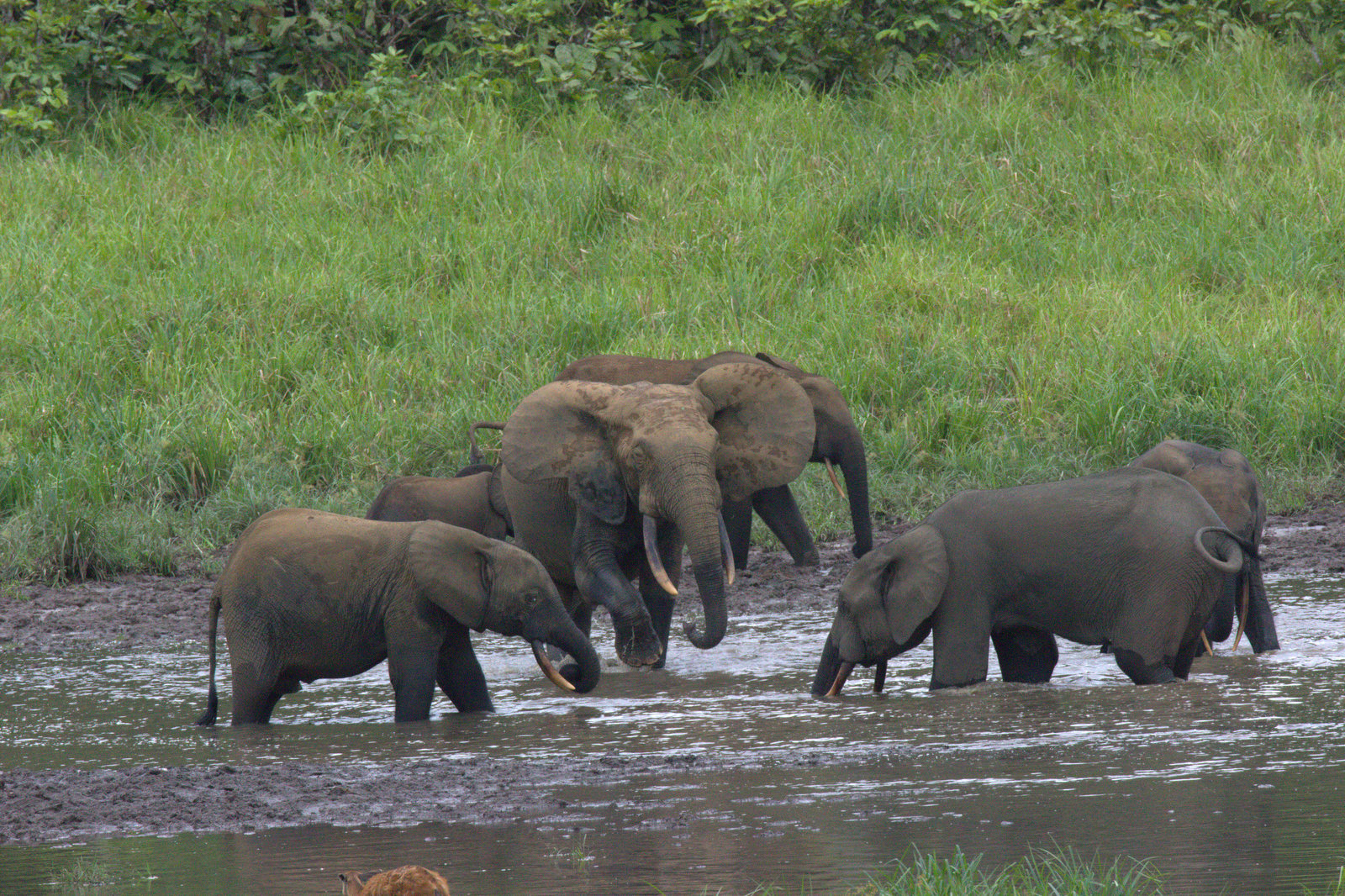
Waldelefanten im Ivindo-Nationalpark

Zu den auffälligsten Großtierarten Gabuns zählen vor allem waldbewohnende Arten wie Waldelefant, Rotbüffel, Leopard, Flachlandgorilla, Schimpanse und Mandrill.

### Besiedlung und Städte
Gabun gehört zu den am dünnsten besiedelten Ländern Afrikas. Es hat etwa drei Viertel der Fläche Deutschlands, aber nur 2,4 Mio. Einwohner. Im Jahr 2023 lebten 91 Prozent der Einwohner Gabuns in Städten. Die meisten Einwohner leben in den drei größten Städten:
- Libreville – ca. 700.000 Einwohner
- Port-Gentil – ca. 140.000 Einwohner
- Franceville – ca. 110.000 Einwohner

Die Landesmitte und der Norden sind weitgehend menschenleer.

## Bevölkerung

### Demografie
Gabun hatte 2022 2,4 Millionen Einwohner. Das jährliche Bevölkerungswachstum betrug + 2,0 %. Zum Bevölkerungswachstum trug ein Geburtenüberschuss (Geburtenziffer: 26,8 pro 1000 Einwohner vs. Sterbeziffer: 7,3 pro 1000 Einwohner) bei. Die Anzahl der Geburten pro Frau lag 2022 statistisch bei 3,5. Der Median des Alters der Bevölkerung lag im Jahr 2021 bei 21,6 Jahren. Im Jahr 2023 waren 36,1 Prozent der Bevölkerung unter 15 Jahre, während der Anteil der über 64-Jährigen 3,9 Prozent der Bevölkerung betrug.
Die Direction Générale de la Statistique ist die staatliche Statistikbehörde in Gabun.
| Jahr | Bevölkerung | Jahr | Bevölkerung |
| ---- | ----------- | ---- | ----------- |
| 1950 | 0473.000    | 1990 | 0952.000    |
| 1960 | 0499.000    | 2000 | 1.231.000   |
| 1970 | 0590.000    | 2010 | 1.640.000   |
| 1980 | 0729.000    | 2020 | 2.389.000   |

### Bevölkerungsstruktur
Auf dem Staatsgebiet Gabuns leben etwa 40 verschiedene Völker bzw. ethnische Gruppen; die Mehrheit der Bevölkerung sind Angehörige von Bantu-Völkern. Davon sind die mit Abstand größte und politisch einflussreichste Volksgruppe die Mpongwe-Fang, die etwa ein Drittel der Gabuner stellen (Mpongwe 31 %, Fang 7 %). Kleinere Gruppen sind die Mbete (15,5 %), die Bapunu (15 %, mit der Sprache Punu), die Tsabatis (14 %), die Batazis (9,5 %) und die Bateke (4 %). Außerdem gibt es 1,5 % Pygmäen – die im Nordosten und Süden lebenden Ureinwohner – sowie ungefähr 60.000 Franzosen (meist in den Städten). Ausländer – viele davon Angestellte eines multinationalen Erdölkonzerns – spielen eine große Rolle im Bildungswesen und in der Wirtschaft. Im Jahre 2017 waren 13,8 % der Bevölkerung im Ausland geboren.

### Sprachen
Die Amtssprache Französisch wird von rund 80 Prozent der Gesamtbevölkerung beherrscht, wobei es ein Drittel der Einwohner der Hauptstadt Libreville als Muttersprache spricht. Im Alltag werden überwiegend Bantusprachen gesprochen. Die wichtigste Bantusprache ist das Fang, daneben haben auch das Mbere, das Punu, das Teke und das Njebi Bedeutung. Insgesamt werden 42 Sprachen und Idiome gesprochen.

### Religionen
Etwa 65 Prozent der Einwohner bezeichnen sich als Christen (rund 60 % als Katholiken und ca. 5 % als Anhänger verschiedener protestantischer Kirchen). Viele von ihnen pflegen weiterhin bestimmte Formen afrikanischer Religiosität. Ein großer Teil der übrigen Bevölkerung hängt zumeist den traditionellen Volksreligionen, vor allem dem Bwiti, an. Eine Minderheit von rund 12 % bekennt sich zum Islam, darunter der ehemalige Präsident Ali Bongo und zahlreiche Ausländer.

### Bildungswesen
Es besteht offiziell eine zehnjährige allgemeine Schulpflicht. Etwa die Hälfte der Schulen des Landes Gabun sind in konfessioneller oder privater Trägerschaft.
Die Analphabetenquote betrug 2004 etwa 29 %.

### Gesundheitswesen

Entwicklung der Kindersterblichkeit (Tode pro 1000 Geburten)

Die Gesundheitsausgaben des Landes betrugen im Jahr 2021 2,7 % des Bruttoinlandsprodukts. Im Jahr 2017 praktizierten in Gabun 6,6 Ärztinnen und Ärzte je 10.000 Einwohner. Die Sterblichkeit bei unter 5-jährigen betrug 2022 38,8 pro 1000 Lebendgeburten. 86 % der Geburten können medizinisch betreut werden (Stand 2008). Die Lebenserwartung der Einwohner Gabuns ab der Geburt lag 2022 bei 65,7 Jahren (Frauen: 68,4, Männer: 63,4). Die Lebenserwartung stieg von 61,1 Jahren im Jahr 2000 bis 2022 um 7,6 %.
Die AIDS-Quote wird je nach Quelle auf zwischen 8,0 % und 5,9 % geschätzt (siehe auch: HIV/AIDS in Afrika). Die medizinische Versorgung ist oft unzureichend. 2015 waren 7 % der Bevölkerung unterernährt, was eine der niedrigsten Quoten in Afrika ist.
Lambaréné in Gabun beherbergt das von Albert Schweitzer begründete und bis zu seinem Tod 1965 von ihm geleitete Urwaldkrankenhaus.

## Geschichte

### Europäischer Einfluss
Der Name Gabun leitet sich aus dem portugiesischen Wort „Gabão“ ab und bedeutet „Umhang“. Als im 15. Jahrhundert portugiesische Seefahrer die Küste des Landes erreichten, gaben sie der Mündung des Flusses Komo wegen dessen eigentümlicher Form den Namen Gabão.
Nach der Besiedlung des Gebietes erlangten die französischen Siedler 1839 eine erste Hoheit über das Gebiet. 1888 wurde Gabun Teil von Französisch-Kongo und 1910 als selbständiger Teil von Französisch-Äquatorialafrika wieder ausgegliedert. Am 8. bis 12. November 1940, als campagne du Gabon bzw. bataille de Libreville bezeichnet, erfolgte die Einnahme von Gabuns Hafen durch Forces françaises libres (FFL) unter De Gaulle und britischen Verbänden. Der bis dahin von Vichy-treuen Truppen gehaltene und nun strategisch bedeutsame Hafen fiel damit an die Alliierten.
Die loi-cadre Defferre wurde 1956 unter französischer Verwaltung eingeführt und damit das allgemeine aktive und passive Frauenwahlrecht.
Als Französisch-Äquatorialafrika 1958 aufgelöst wurde, erlangte Gabun als Gabunische Republik die Autonomie.

### Unabhängigkeit und Diktatur Omar Bongos

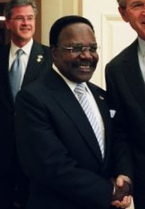
Omar Bongo, Präsident von Gabun von 1967 bis 2009

Am 17. August 1960 erlangte Gabun die Unabhängigkeit von Frankreich unter Präsident Léon M’ba, dem 1967 nach dessen Tod Omar Bongo nachfolgte. Recherchen in den französischen Staatsarchiven ergaben: Frankreich hatte maßgeblich bei der Wahl beider Präsidenten mitgewirkt, um weiterhin seinen Einfluss auf das Land zu sichern (auch als Françafrique bezeichnet). Es führte zu einer systemischen Verflechtung beider Länder.
Das Frauenwahlrecht wurde bei der Unabhängigkeit bestätigt. Die Gründung der Parti Démocratique Gabonais (PDG) erfolgte am 12. März 1968. Mit dieser Einheitspartei regierte Omar Bongo das Land lange Zeit diktatorisch. Gabun führte in den 1990er Jahren ein Mehrparteiensystem ein und verabschiedete eine neue Verfassung, die eine Reform der Regierungsorganisationen und transparentere Wahlen ermöglichte. Gabun mit seiner geringzähligen Bevölkerung, den enormen Rohstoffvorkommen und der Hilfe von außen entwickelte sich im Laufe der Zeit zu einem florierenden Staat in Afrika. Vom Reichtum des Lands profitierten jedoch nur wenige, sehr viele blieben sehr arm. Die Herrscherfamilie Bongos besitzt allein 21 Luxusimmobilien in Paris in besten Lagen.
Staatspräsident Omar Bongo war der am längsten herrschende Staatschef in Afrika; er starb am 8. Juni 2009 in Barcelona an Herzstillstand.

### Seit dem Machtwechsel 2009

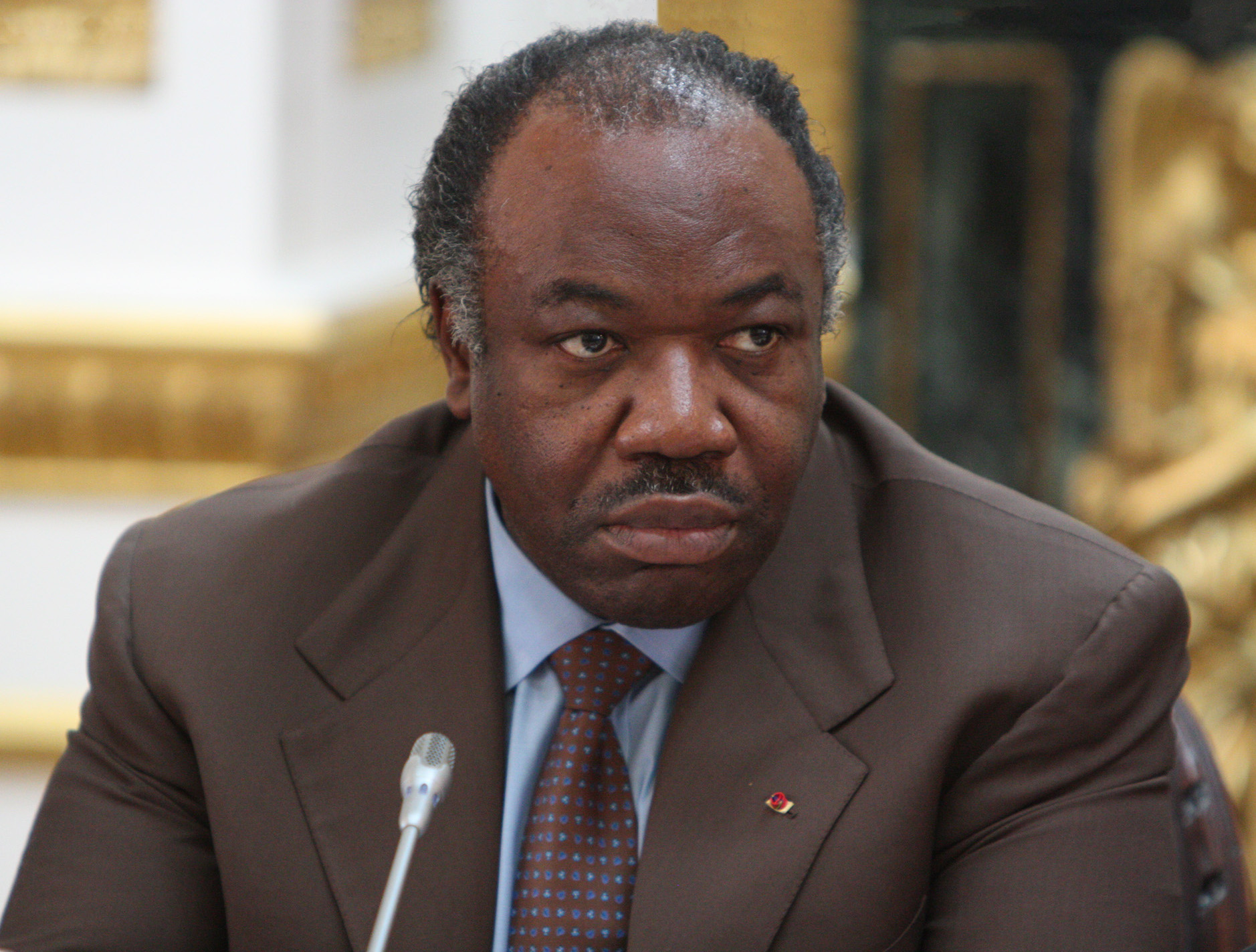
Ali Bongo (2012), Präsident von Gabun von 2009 bis 2023

Die Senatspräsidentin Rose Francine Rogombé wurde zur Übergangspräsidentin gewählt mit dem Auftrag, innerhalb von 45 Tagen Neuwahlen zu organisieren.
Am 30. August 2009 gewann der vorherige Verteidigungsminister Ali-Ben Bongo Ondimba die Wahlen und wurde damit Nachfolger seines Vaters als Staatspräsident. Er erreichte mit 140.000 Stimmen 41,73 % der abgegebenen Stimmen bei 800.000 Wahlberechtigten. Auf den früheren Innenminister André Mba Obamé und auf einen weiteren Oppositionskandidaten entfielen je etwa 87.000 Stimmen. Am Wahltag kam es in der Hafenstadt Port-Gentil, einer Hochburg der Opposition, lokal zu Krawallen durch Anhänger des unterlegenen Kandidaten, in die etwa 600 Personen, vorwiegend männliche Jugendliche, verwickelt waren. Es wurden ein Polizeiposten und ein Gefängnis gestürmt und 300 Gefangene befreit. Die Gelegenheit wurde genutzt, um zahlreiche Geschäfte, vorwiegend die von libanesischen Immigranten, zu plündern. Die von den unterlegenen Kandidaten verlangte Neuauszählung der Stimmen ergab keine Veränderung des Wahlergebnisses. Da sowohl europäische als auch Wahlbeobachter der Afrikanischen Union die Rechtmäßigkeit und Richtigkeit dieser Wahlen bestätigt haben, kam es am 17. Oktober 2009 zur Amtseinführung Ali Bongos.
Bei der Präsidentschaftswahl 2016 wurde Bongo knapp mit 49,8 Prozent gegenüber 48,23 Prozent für Jean Ping im Amt bestätigt. Bei der Auszählung der Stimmen lag Ping in fast allen Provinzen vorne. Nachdem sich die Auszählung dann verzögerte, gewann Bongo schließlich in seiner Heimatprovinz Haut-Ogooué angeblich 95,46 % der Stimmen bei einer Wahlbeteiligung von angeblich 99,93 % und erreichte schließlich mit nur 5.500 Stimmen den Wahlsieg.
Von Oktober 2018 bis Februar 2019 hielt sich Bongo wegen einer Krankheit im Ausland auf. Nach einem Putschversuch „zur Wiederherstellung der Demokratie“ durch Offiziere der Streitkräfte Gabuns am 7. Januar 2019 kehrte Bongo zurück und ernannte ein neues Kabinett.

### Militärputsch 2023
Am 30. August 2023 wurde bekannt, dass es kurz nach der umstrittenen Parlaments- und Präsidentschaftswahl vom 27. August zu einem Putsch des Militärs gekommen ist. Eine Gruppe hochrangiger Offiziere erklärte das „Ende des derzeitigen Regimes“. Die Gruppe aus Vertretern der Gendarmerie, der Republikanischen Garde und anderen Teilen der Staatsorgane erklärte, sie hätten die Macht übernommen und Ali Bongo abgesetzt.
Am 31. August 2023 ernannten Armeeoffiziere, die die Macht ergriffen und die 55-jährige Herrschaft der Familie Bongo beendeten, General Brice Oligui Nguema zum Übergangspräsidenten des Landes. Am 4. September 2023 wurde er als Interimspräsident von Gabun vereidigt.
Im November 2024 wurde ein Referendum über eine neue Verfassung angenommen, mit der die Regierung des Landes reformiert wurde. Sie wurde am 19. Dezember verkündet und soll nach den Wahlen in Kraft treten, die am 12. April 2025 stattfinden sollen.

## Politik

### Politisches System
Nach der Verfassung vom 28. März 1991 ist Gabun eine präsidiale Republik mit einem Mehrparteiensystem. Der Präsident ist Staatsoberhaupt und Oberbefehlshaber der Streitkräfte und wird für 7 Jahre vom Volk direkt gewählt und kann nach einer Verfassungsänderung von 2003 unbegrenzt wiedergewählt werden. Vollziehendes Organ ist die Regierung unter Vorsitz des Premierministers (wird vom Präsidenten ernannt). Der Präsident übt gemeinsam mit ihm und dem Regierungskabinett, das dem Präsidenten verantwortlich ist, die Exekutivgewalt aus. Die Legislative hingegen liegt beim Zweikammerparlament, das aus dem Senat (mit 91 Mitgliedern, die von den Regional- und Gemeinderäten auf 6 Jahre gewählt werden) und der Nationalversammlung besteht. Die Nationalversammlung hat 120 Abgeordnete, die für 5 Jahre gewählt werden.
Im November 2024 wurde ein Referendum über eine neue Verfassung angenommen, mit der die Regierung des Landes reformiert wurde. Sie wurde am 19. Dezember verkündet und soll nach den Wahlen 2025 in Kraft treten.
Das aktuelle Rechtssystem umfasst rechtsgeschichtliche Elemente mit Ursprüngen in der französischen Kolonialzeit sowie im traditionellen Stammesrecht.
Einflussreichste Parteien:
- Parti Démocratique Gabonais (PDG)
- Parti Gabonais du Progrès (PGP)
- Rassemblement National des Bûcherons (RNB)

Die letzten Wahlen fanden am 26. August 2023 statt. Präsident Ali Bongo kandidierte für eine dritte Amtszeit. Die Opposition einigte sich auf Albert Ondo Ossa als Einheitskandidaten. Für Präsidentschafts- und Parlamentswahlen gab es nur einen Stimmzettel, auf dem ein Stimmensplitting nicht möglich war. Am Tag danach wurde das Internet gesperrt und eine Ausgangssperre verhängt. Laut Wahlkommission gewann Bongo die Wahl mit 64,3 %.

### Politische Indizes
| Name des Index                     | Indexwert    | Weltweiter Rang | Interpretationshilfe | Jahr |
| ---------------------------------- | ------------ | --------------- | --- | ---- |
| Fragile States Index               | 70,2 von 120 | 79 von 179      | Stabilität des Landes: erhöhte Warnung 0 = sehr nachhaltig / 120 = sehr alarmierend Rang: 1 = fragilstes Land / 179 = stabilstes Land | 2024 |
| Demokratieindex                    | 2,18 von 10  | 143 von 167     | Autoritäres Regime 0 = autoritäres Regime / 10 = vollständige Demokratie                                                              | 2024 |
| Freedom in the World Index         | 20 von 100   | —               | Freiheitsstatus: unfrei 0 = unfrei / 100 = frei                                                                                       | 2024 |
| Rangliste der Pressefreiheit       | 65,8 von 100 | 56 von 180      | Erkennbare Probleme für die Pressefreiheit 100 = gute Lage / 0 = sehr ernste Lage                                                     | 2024 |
| Korruptionswahrnehmungsindex (CPI) | 27 von 100   | 135 von 180     | 0 = sehr korrupt / 100 = sehr sauber                                                                                                  | 2024 |

### Menschenrechte
In Gabun arbeiten viele Kinder, die von Menschenhändlern aus ihrer Heimat verschleppt wurden, vor allem Mädchen von 8 bis 15 Jahren aus Togo, Benin und Nigeria.
Die Gefängnisse sind überfüllt und die Haftbedingungen sehr hart. Lebensmittel, hygienische Bedingungen und Belüftung sind mangelhaft. Medizinische Versorgung ist so gut wie nicht vorhanden.
Selbstzensur werde in der Presse häufig unternommen, da es nach den Angaben der international tätigen Nichtregierungsorganisation Reporter ohne Grenzen im Land sehr häufig zu Polizeigewalt gegen Journalisten kommt.
In Gabun entwickelt sich zunehmend eine Zivilgesellschaft. Federführend war unter anderem das Engagement des Aktivisten Marc Ona, welcher 2009 den Goldman Environmental Prize erhielt.
Homosexualität ist in Gabun seit 2020 legal. Vorher warnte jedoch noch das Auswärtige Amt der Bundesrepublik: „Offen vorgetragene Bekenntnisse zur Homosexualität“ werden von größeren Bevölkerungsteilen als „Verstoß gegen die guten Sitten“ betrachtet und würden nicht verstanden.

### Außenpolitik

Kanzlei der US-Botschaft in Libreville

2010/11 war das Land über einen nichtständigen Sitz im Sicherheitsrat der Vereinten Nationen in New York und Genf und bei der UNESCO in Paris vertreten. 2022/23 ist Gabun erneut nichtständiges Mitglied des Sicherheitsrates. Weiterhin wurden in der nichtafrikanischen Welt Botschaften in Frankreich, Großbritannien, Italien, USA, Russland, Belgien (Brüssel), Brasilien, Kanada, Saudi-Arabien, China, Libanon, Südkorea und Japan eingerichtet.
Gabun ist bei der Bundesrepublik Deutschland in Berlin durch die außerordentliche und bevollmächtigte Botschafterin, Marianne Odette Bibalou Bounda, akkreditiert.
Deutschland wiederum hat in der Hauptstadt Libreville eine Botschaft eingerichtet, die zugleich für São Tomé und Príncipe zuständig ist, jedoch nicht für Rechts- und Konsularaufgaben. Außerordentlicher und bevollmächtigter Botschafter ist seit August 2023 Horst Gruner.
Gabun ist Mitglied der International Cocoa Organization und des Commonwealth of Nations.

### Militär
Die Streitkräfte Gabuns gliedern sich in Armee, Luftwaffe und Marine und verfügen über 5000 Mann. Gabun gab 2017 knapp 2,1 Prozent seiner Wirtschaftsleistung oder 299 Millionen US-Dollar für seine Streitkräfte aus.

### Verwaltung

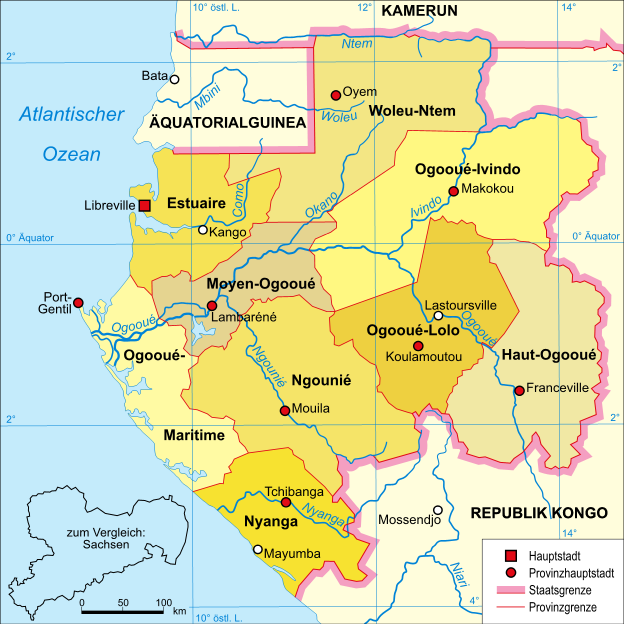
Politische Karte Gabuns

Der Staat gliedert sich in neun Provinzen, diese wiederum in 37 Departements.
| Provinz         | Hauptstadt           | Fläche km² | Einwohner 1960 | Einwohner 1993 | Einwohner 2003 | Einwohner 2013 | Einwohner 2020 |
| --------------- | -------------------- | ---------- | -------------- | -------------- | -------------- | -------------- | -------------- |
| Estuaire        | Libreville           | 20.740     | 61.520         | 463.187        | 662.028        | 895.689        | 1.076.500      |
| Haut-Ogooué     | Masuku (Franceville) | 36.547     | 42.274         | 104.301        | 228.471        | 250.799        | 301.400        |
| Moyen-Ogooué    | Lambaréné            | 18.535     | 34.193         | 42.316         | 60.990         | 69.287         | 83.300         |
| Ngounié         | Mouila               | 37.750     | 79.010         | 77.781         | 101.415        | 100.838        | 121.200        |
| Nyanga          | Tchibanga            | 21.285     | 37.503         | 39.430         | 50.297         | 52.854         | 63.500         |
| Ogooué-Ivindo   | Makokou              | 46.075     | 36.126         | 48.862         | 64.163         | 63.293         | 76.100         |
| Ogooué-Lolo     | Koulamoutou          | 25.380     | 36.792         | 43.915         | 64.534         | 65.771         | 79.000         |
| Ogooué-Maritime | Port-Gentil          | 22.890     | 42.322         | 97.913         | 128.774        | 157.562        | 189.400        |
| Woleu-Ntem      | Oyem                 | 38.465     | 78.124         | 97.271         | 157.013        | 154.986        | 186.300        |
| gesamt          | Libreville           | 267.667    | 447.864        | 1.014.976      | 1.398.521      | 1.811.079      | 2.176.800      |

Daten 1993, 2003, und 2013 basierend auf Zensus, 2020 auf Projektion.
Der staatliche Statistische Dienst ist die Direction Générale de la Statistique mit Sitz in der Hauptstadt Libreville.

## Wirtschaft und Verkehr

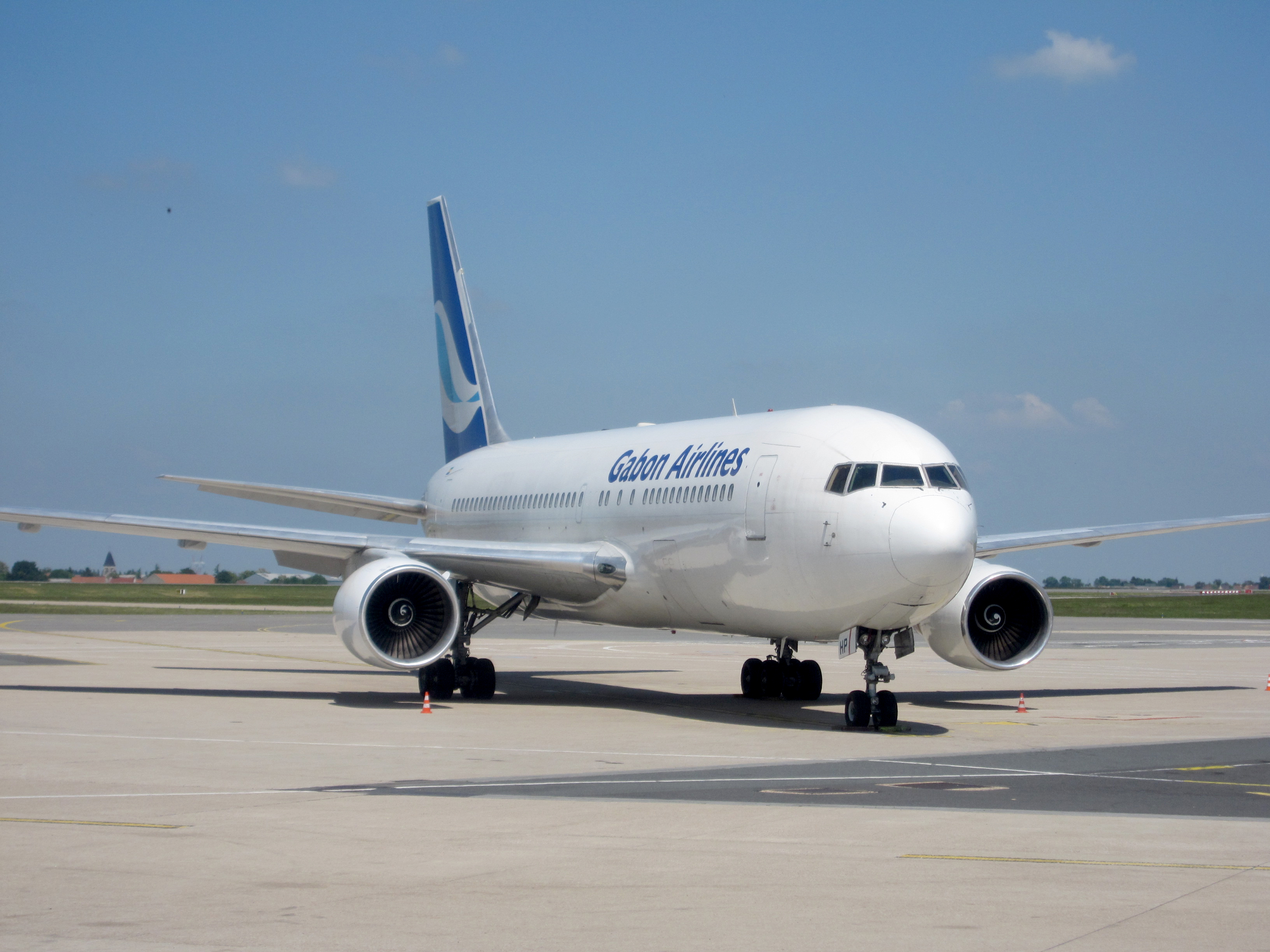
Flugzeug der ehemaligen Gabon Airlines, dem damaligen Flag-Carrier des Landes

Entwicklung des realen Bruttoinlandsprodukts ab 1950

Reiche Naturschätze begünstigen die wirtschaftliche Entwicklung Gabuns. Das Bruttoinlandsprodukt betrug 2023 23.346 Dollar (KKP) je Einwohner, ist eines der höchsten Afrikas. Dennoch leben etwa 80 Prozent der Bevölkerung unterhalb der Armutsgrenze. Auch wenn Gabun gemäß Human Development Index im letzten Jahrzehnt im Bereich mittlerer bis hoher menschlicher Entwicklung lag, lebt etwa ein Drittel der Bevölkerung in extremer Armut. Über 90 % des Bruttoinlandsprodukts wird von nur 10 % der Bevölkerung verbraucht. Die Arbeitslosenquote wird 2015 mit 28 % angegeben und liegt damit sehr hoch. Die meisten Beschäftigungsverhältnisse sind informeller Natur und Unterbeschäftigung ist weit verbreitet.
Die wichtigsten Handelspartner sind die Vereinigten Staaten, die Volksrepublik China und Frankreich.
Gabun ist in die regional-staatliche Wirtschafts- und Währungsorganisation CEMAC eingebunden, zu der neben Gabun auch Kamerun, Äquatorialguinea, die Republik Kongo, der Tschad und die Zentralafrikanische Republik zählen. Die CEMAC ist damit ein rund 55 Millionen Menschen umfassender Wirtschaftsraum. Gabun ist über den CFA-Franc BEAC mit einem festen Wechselkurs an den Euro gebunden.
Im Global Competitiveness Index, der die Wettbewerbsfähigkeit eines Landes misst, belegte Gabun Platz 108 von 138 Ländern (Stand 2016–17). Der Index für wirtschaftliche Freiheit 2024 des Landes war der 100 höchste von 176 Ländern.
| Jahr                                    | 2010   | 2015   | 2016   | 2017   | 2018   | 2019   | 2020   | 2021   | 2022   | 2023   |
| --------------------------------------- | ------ | ------ | ------ | ------ | ------ | ------ | ------ | ------ | ------ | ------ |
| BIP in Mrd. USD (Kaufkraftparität)      | 21,6   | 30,3   | 31,2   | 31,9   | 34,0   | 36,2   | 33,6   | 44,0   | 48,6   | 51,6   |
| BIP pro Kopf in USD (Kaufkraftparität)  | 13.424 | 15.689 | 15.764 | 15.761 | 16.587 | 17.385 | 15.952 | 20.624 | 22.486 | 23.346 |
| BIP-Wachstum (real)                     | 6,3 %  | 3,9 %  | 2,1 %  | 0,5 %  | 0,9 %  | 3,8 %  | −1,8 % | 1,5 %  | 3,0 %  | 2,4 %  |
| Inflation (in Prozent)                  | 1,4 %  | −0,1 % | 2,1 %  | 2,7 %  | 4,8 %  | 2,0 %  | 1,7 %  | 1,1 %  | 4,3 %  | 3,6 %  |
| Staatsverschuldung (in Prozent des BIP) | 21 %   | 45 %   | 64 %   | 63 %   | 61 %   | 60 %   | 78 %   | 68 %   | 66 %   | 72 %   |

### Bodenschätze
Gabun ist einer der rohstoffreichsten Staaten Afrikas, mit erheblichen Erdölreserven vor der Küste. Dementsprechend zählen zu seinen Hauptexportgütern Rohöl und Erdölprodukte, auf die zirka 82 Prozent seiner Exporteinnahmen entfallen. Im Landesinneren werden Mangan, Uran, Eisenerze und Gold gefördert. Mangan ist nach Erdöl und Holz das drittwichtigste Exportgut.
Die ehemals großen Uranvorräte bei Franceville (u. a. Lagerstätte um Oklo) sind weitestgehend erschöpft. Die vorhandenen Einnahmen aus Rohstoffverkäufen sollen verstärkt für die Verbesserung der nationalen Infrastruktur verwendet werden.

### Landwirtschaft
Weiterhin gehört Gabun zu den größten Tropenholz-Exportländern Afrikas – der ausgedehnte Waldbestand ermöglicht die extensive Nutzung zahlreicher Hölzer. Etwa zwei Drittel der Landesfläche sind noch von tropischem Regenwald bedeckt; für das Edelholz Okoumé hat Gabun das Weltmonopol. Die nationale Gesetzgebung verlangt allerdings eine nachhaltige Bewirtschaftung des Waldes und der Export unbehandelter Hölzer unterliegt Restriktionen. Elf Prozent des Staatsgebietes sind bereits als Reservate ausgewiesen und werden mit Unterstützung Frankreichs, der EU und neuerdings auch der USA betreut. Exportiert werden außerdem Kaffee, Kakao, Kautschuk (zur Gummiherstellung), Palmöl, Zucker und Erdnüsse. Es werden etwa 25.000 Tonnen Zucker produziert, von denen der größte Teil im Land selbst verbleibt. Der Anbau von Grundnahrungsmitteln dient vor allem dem Eigenbedarf im Land, kann diesen jedoch nicht vollständig decken.

### Industrie, Energie

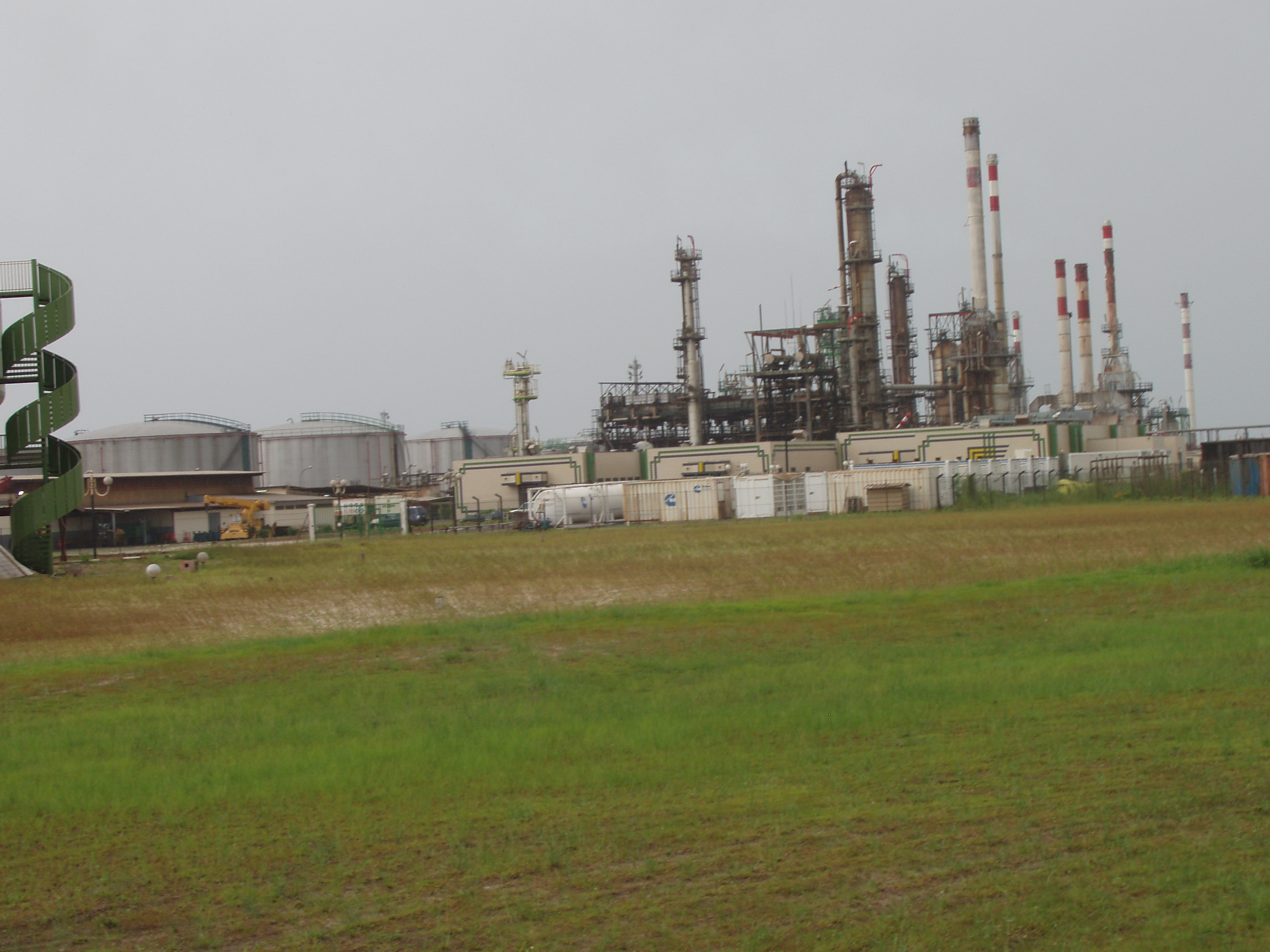
Öl-Raffinerie der Societe Gabonaise de Raffinage (SOGARA)

Gabuns Industrie besteht zum größten Teil aus Holz- und Papierindustrie sowie Textil- und Nahrungsmittelindustrie. Drei agrarindustrielle Betriebe wurden bereits privatisiert. Einen Teil der Energie bezieht das Land durch die Wasserkraft, hauptsächlich im Süden des Landes. 1997 wurde der gabunische Wasser- und Stromversorger SEEG in private Hand übergeben.

### Finanzwirtschaft
Das Land führt eine Wertpapierbörse mit weiteren zentralafrikanischen Staaten zusammen, die alle in der Bourse des Valeurs Mobilières de l’Afrique Centrale zusammengefasst sind. Außerdem investiert das Land über seinen Staatsfonds, den Fonds Gabonais d’Investissements Stratégiques um zukünftige Generationen weniger von fossilen Rohstofferträgen zu machen.

### Staatshaushalt
Der Staatshaushalt umfasste 2016 Ausgaben von umgerechnet 3,464 Mrd. US-Dollar, dem standen Einnahmen von umgerechnet 2,917 Mrd. US-Dollar gegenüber. Daraus ergibt sich ein Haushaltsdefizit in Höhe von 3,8 % des BIP.

Die nationale Staatsverschuldung betrug 2016 62,0 % des BIP.
2006 betrug der Anteil der Staatsausgaben (in % des BIP) folgender Bereiche:
- Gesundheit: 4,5 %[89]
- Bildung: 3,8 % (2000)[87]
- Militär: 3,4 % (2005)[87]

### Münzen
Seit 2012 gibt Gabun jährlich die Sammler- und Anlagemünze Silberunze Afrikanischer Springbock zum Nennwert von 1000 Francs CFA heraus.

### Verkehr
Die einzige Eisenbahnstrecke des Landes verbindet den Hafen Owendo und die Hauptstadt Libreville an der Atlantikküste mit der Stadt Franceville im östlichen Landesinneren.
Das gesamte Straßennetz umfasste 2007 etwa 9170 km, wovon 1097 km asphaltiert sind. Die Straßen werden drei Kategorien zugeordnet, nämlich Nationalstraßen, Regionalstraßen und Lokalstraßen.

## Kultur

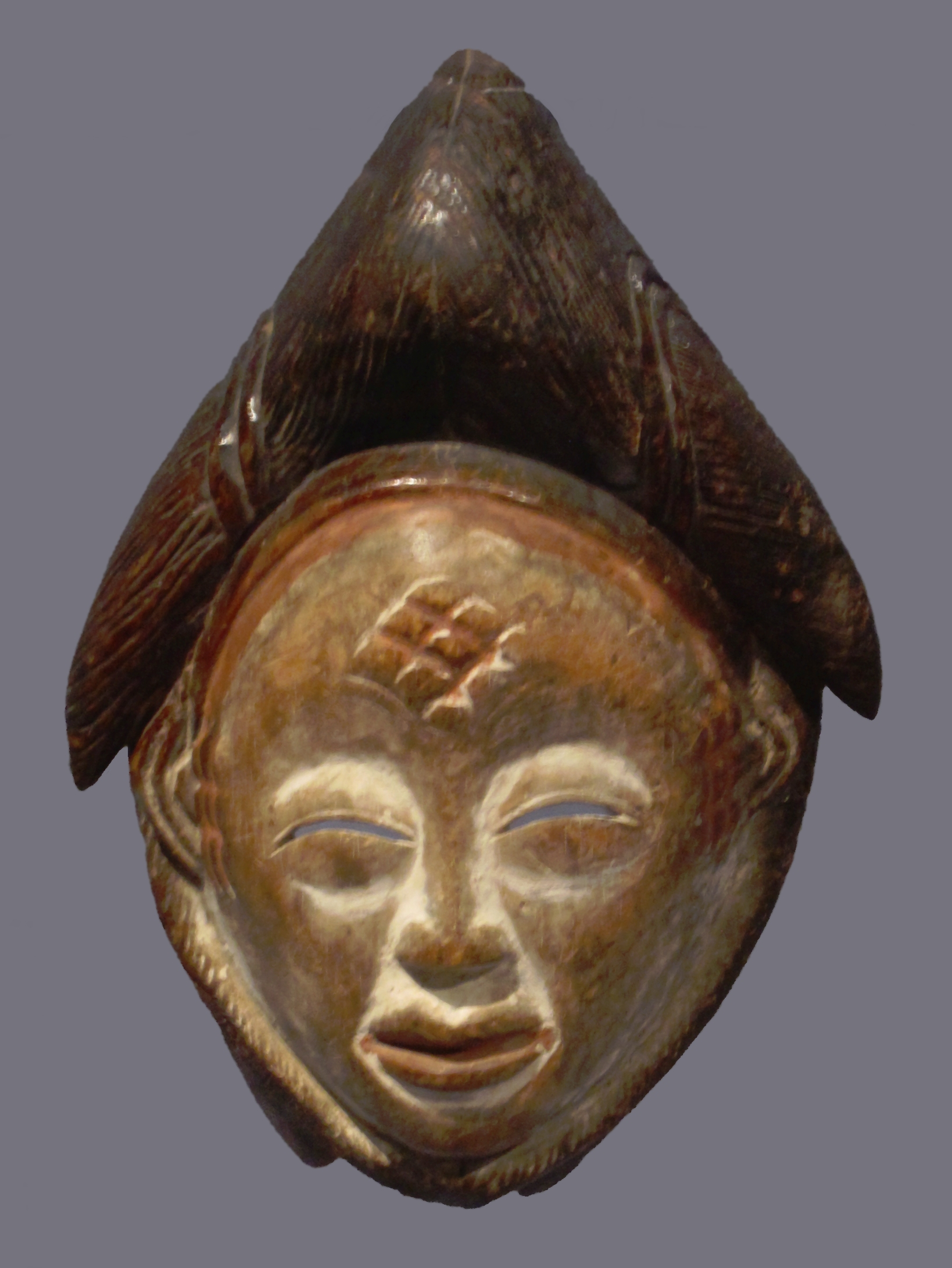
Mukudj-Maske der Punu (Völkerkundemuseum in Wien)

### Medien
Bei der Rangliste der Pressefreiheit 2017, welche von Reporter ohne Grenzen herausgegeben wird, belegte Gabun Platz 108 von 180 Ländern. Bei der Situation der Pressefreiheit im Land gibt es laut der Nichtregierungsorganisation „erkennbare Probleme“.
In Gabun befindet sich der Standort des ältesten panafrikanischen Rundfunksenders – Africa Radio, ehemals: Radio Africa No. 1. Der Sender ist auch für die Infrastruktur des Landes von großer Bedeutung, er ermöglicht den Schulbetrieb, unterstützt die Verwaltung der durch Regenwälder und schlechte Straßenverbindungen oft über Monate unzugänglichen Gebiete.
Im Jahr 2022 nutzten 73,7 Prozent der Einwohner Gabuns das Internet.

### Sport
Die beliebtesten Sportarten in Gabun sind Basketball und Fußball. Gabun trug 2012 (gemeinsam mit Äquatorialguinea) und 2017 die Fußball-Afrikameisterschaft aus. Eine der bekanntesten Personen Gabuns ist der Fußballspieler Pierre-Emerick Aubameyang, der zurzeit bei al-Qadisiyah unter Vertrag steht.
Gabun nimmt seit 1972 an den Olympischen Spielen teil. Der einzige olympische Medaillenträger aus Gabun ist Anthony Obame, der bei den Olympischen Sommerspielen 2012 in London Silber im Taekwondo gewann.

### Schnitzkunst
Einige Kulturen Gabuns sind bekannt für ihre Schnitzkunst, besonders die Fang, die Kota, die Punu und die Tsogo. Aus dem Gebiet der Kota im Osten des Landes stammt ein spezieller Typ von Reliquiarfiguren, die den Urahn des jeweiligen Klans versinnbildlichen; sie bestehen zumeist aus einem Holzkern, aus dem ein ovales Gesicht, teilweise ohne Mund, skulptiert und dann mit Folie und Lamellen aus Edelmetallen (meist Kupferfolie) beschlagen wird. Über dem Kopf befindet sich oft ein mondsichelförmiger Aufsatz, der Hals ruht auf einem hochkant gestellten Rechteck.
Diese Reliquiarfiguren waren Vorbilder für den Maler Pablo Picasso. Er bediente sich des Öfteren dieser Figuren für seine Werke. So malte er 1907 eine Reihe von Variationen dieses Motivs.

### Landeseigene Links
- Présidence de la République Gabonaise. Präsidentenamt der Republik Gabun, auf www.presidence.ga (französisch)
- Assemblée Nationale de la République Gabonaise. Parlament der Republik Gabun, auf www.assemblee-nationale.ga (französisch)
- Symboles nationaux. Nationalsymbole der Republik Gabun, auf www.presidence.ga (französisch)
- Journal Officiel de la République Gabonaise. Amtsblatt der Republik Gabun (französisch)
- Botschaft Gabun Webpräsenz von Gabun in Deutschland

### Landesprofil bei Ministerien deutschsprachiger Staaten
- Auswärtiges Amt (D): Gabun. auf www.auswaertiges-amt.de.
- Bundesministerium für europäische und internationale Angelegenheiten (A): Länderspezifische Reiseinformation: Gabun (Gabunische Republik). auf www.bmeia.gv.at.
- Eidgenössisches Departement für auswärtige Angelegenheiten (CH): Gabun. auf www.eda.admin.ch.

### Internationale Links
- United Nations: United Nations Statistics Division. Gabon. Auf www.data.un.org (englisch).
- The World Bank: Countries. Gabon. Auf www.worldbank.org (englisch).
- US-Government: CIA World Fact Book. Gabon. Auf www.cia.gov (englisch).
- WHO: Gabon. Auf www.afro.who.int (englisch).
- UNHCR: Gabon. Auf www.unhcr.org (englisch).
- Minority Rights Group International: Gabon. Auf www.minorityrights.org (englisch).
- UNCTAD: Catalogue of Diversification Opportunities 2022. Gabon. Auf www.unctad.org (PDF, englisch).

### Weitere Links
- Gabon country profile. Auf BBC News (englisch)
- Statistiken über Gabun von Tilasto